# Eloeophila submarmorata
Eloeophila submarmorata – gatunek muchówki z rodziny sygaczowatych i podrodziny Hexatominae.
Gatunek ten opisany został w 1887 roku przez George’a H. Verralla jako Ephelia submarmorata.
Muchówka o krótszych niż tułów i głowa razem wzięte czułkach. Skrzydła ma pośrodku szerokie, długości od 5,9 do 8,2 mm, o tylnej krawędzi kanciastej przed wierzchołkiem drugiej żyłki analnej. Wzór na skrzydłach składa się z siedmiu dużych plam i nielicznych dodatkowych znaków na żyłkach podłużnych. Niekiedy owe dodatkowe znaki mogą być zupełnie zanikłe. Narządy rozrodcze samca mają słabo zaznaczony, wargowaty wyrostek na tylnej krawędzi dziewiątego sternitu odwłoka oraz krótki edeagus, nieprzekraczający szczytu paramery.
Owad palearktyczny, w Europie znany z Francji, Irlandii, Wielkiej Brytanii, Holandii, Niemiec, Szwajcarii, Austrii, Włoch, Polski, Czech, Słowacji, Słowenii, Węgier, Ukrainy, Rumunii, Bułgarii, Danii, Szwecji i Litwy.

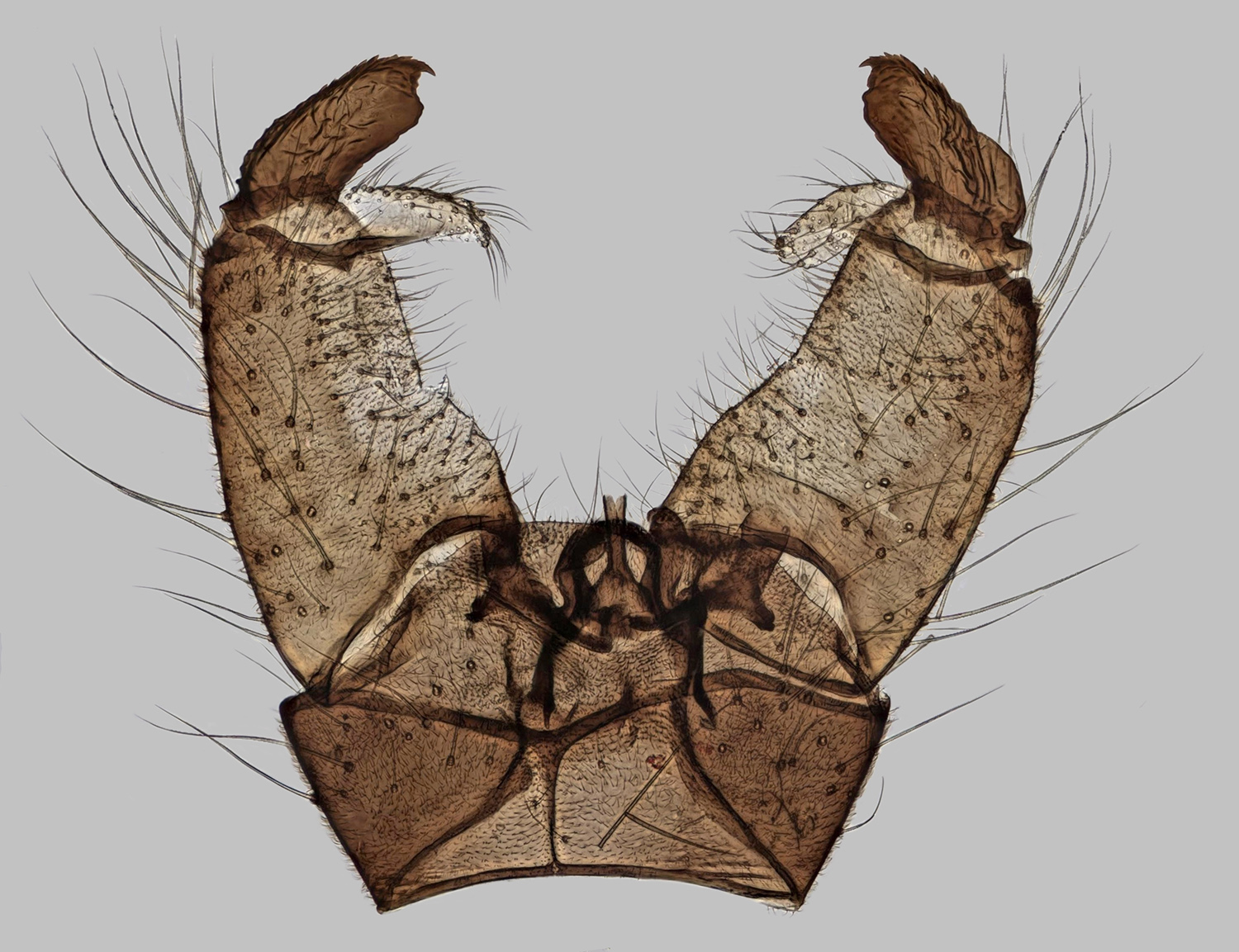
Genitalia samca
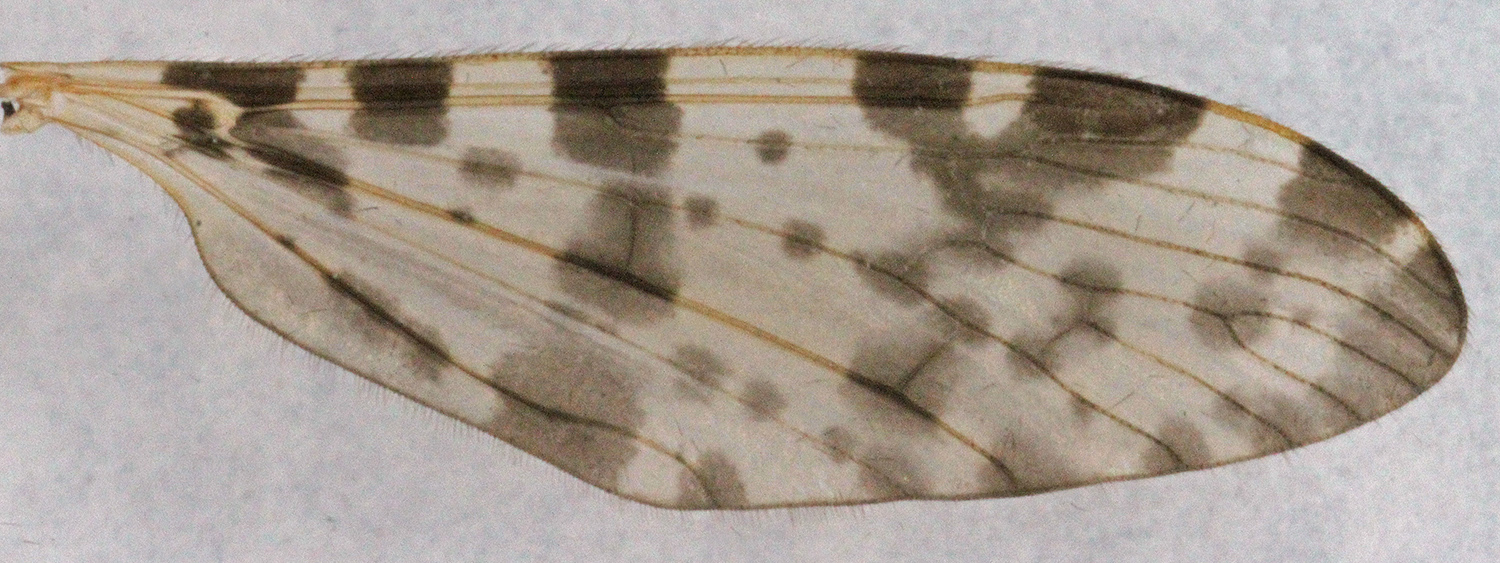
Skrzydło